# Pléyade trágica
Se conoce como Pléyade trágica a un grupo de siete autores del periodo helenístico, en tiempos de Ptolomeo Filadelfo (en el siglo III antes de Cristo.), que cultivaron en Alejandría el género de la tragedia. Hay distintas fuentes (como la Suda y diversos escolios) que recogen los nombres de los pertenecientes a este círculo y no todas son coincidentes: Alejandro el Etolio, Filico de Corcira, Sosíteo, Homero de Bizancio, Eántidas, Sosífanes de Siracusa y Licofrón de Calcis; a veces se incluye a Dionisíades y a Eufronio en sustitución de Eántidas y Sosífanes.  

## Usos posteriores
El nombre "Pléiade" fue adoptado en 1323 por un grupo de catorce poetas (siete hombres y siete mujeres) en Toulouse, y también se usa para referirse al grupo de poetas alrededor de Pierre de Ronsard y Joachim du Bellay en Francia en el siglo XVI (véase "La Pléiade"). En tiempos modernos, "pleiad" también se utiliza como sustantivo colectivo para un pequeño grupo de personas brillantes o eminentes. 